# Tolhús-tunnel
De Tolhús-tunnel is een fietstunnel onder de Lemmerweg die de wijken Tinga en Duinterpen met elkaar verbindt.
De tunnel, naar alle waarschijnlijkheid geopend in 1986, dient om fietsers en voetgangers de mogelijkheid te geven om veilig de Lemmerweg over te steken. De eerste plannen voor de bouw van de tunnel dateren van 18 juni 1980. In de nabijheid van deze tunnel bevindt zich ook de Lemmerwegtunnel, die Tinga verbindt met Lemmerweg-West.